# Mint na Bokura
Mint na Bokura (ミントな僕ら også kaldet We are Mint) er en japansk mangaserie skrevet og tegnet af Wataru Yoshizumi. Historien er en romantisk komedie om et par 14-årige tvillinger. Serien startede i juli 1997-udgaven af Ribon Comics, der udkom i maj 1999, og gik her indtil februar 2000-udgaven, der udkom i december 1999. Den blev sideløbende samlet og udgivet i seks bind af forlaget Shueisha. I 2006 blev serien genudgivet fordelt på fire bind.
Serien er ikke oversat til dansk men er til gengæld udgivet i Frankrig af Glénat, i Spanien i 16 bind af Planeta DeAgostini Comics, i Tyskland i 4 bind som Peppermint Twins af Tokyopop og i Taiwan af Sharp Point Press.

## Plot
Noel and Maria Minamino er tveæggede tvillinger med et meget nært forhold. Men da Maria falder for en ældre dreng og skifter til dennes skole, bliver Noel, der synes at elske sin søster lidt for meget, ramt af ekstrem jalousi. For at gøre tingene værre, så er skolen en kostskole, hvilket betyder at han ikke kan være sammen med hende. Noel giver dog ikke op og beslutter sig for selv at starte på skolen for at overbevise Maria om at komme tilbage. Der er dog et væsentligt problem: den eneste ledige plads er på pigernes kollegium. Det burde være nok til at holde de fleste normale drenge væk, men Noel er alt andet end normal, især når det gælder hans elskede søster. Bevæbnet med paryk, pandebånd, underbenklædder og en polstret BH forklæder Noel sig resolut som pige og begynder sit nye liv på Morinomiya Kostskole.

## Personer

### Hovedpersoner
- Noel Minamino (南野ノエル Minamino Noeru) - En 14-årig selskabelig teenagedreng der virker til at lide af et ekstremt søsterkompleks. Da han hører om sin elskedes søster skifte til en anden skole, følger han målbevidst efter og planlægger at få hende til at bryde med sin nye kærlighed, så de kan være sammen igen. Men Noel opdager, at skolen ikke har flere ledige pladser for drenge. Noel lader sig dog ikke stoppe af den slags ubelejlige ting men forklæder sig i stedet som pige. Af personlighed er Noel aggressiv og temperamentsfuld men kan også været meget ligefrem og legesyg. Han er meget omklamrende og beskyttende i forhold til Maria og giver dødelige blikke til enhver, der forsøger noget i forhold til hende. Selv forklædt som pige bevarer han sin drengede opførsel og omtaler for eksempel sig selv som "ore" i stedet for det feminine "atashi". Hans forklædning består af en paryk, der minder om Marias lange hår, et pandebånd, et par underbenklædder båret under skoleuniformens nederdel og en polstret BH "lånt" af Maria.

- Maria Minamino (南野マリア Minamino Maria) - En typisk 14-årig skolepige. Hun bliver forelsket i en ældre dreng og skifter til hans skole for at være tæt på ham, hvilket ryster hendes tvillingbror Noel så meget, at han sluger sin mandlige stolthed og forklæder sig som pige for at kunne være sammen med hende. Dette føler hun sig naturligvis ret så indigneret over, vel vidende at Noel bare vil ødelægge hendes chancer for at komme sammen med sin nye kærlighed. Hun døjer med sin tvillings hengivenhed og overbeskyttelse af hende, men hun elsker ham stadig, uanset hvor irriterende og frustrerende han kan være indimellem. Hun er feminin og vigtig af natur, kan til tider være lettroende og har det med at være hurtig til at dømme. Hun kan også være ret så overfladisk og forelsker sig gentagne gange håbløst i forskellige drenge, men hun er også en rigtig sød pige, der forstår følsomheden i andre folks hjerter. Hun begynder at kunne lide Sasa og vælger endda ham over Yoshiaki, da han forsøger at komme sammen med hende igen. Det bliver afsløret, at Maria er en populær person både på sin nye og sin gamle skole, og at mange drenge er forelskede i hende til hendes tvillings store misfornøjelse. Hun er et værdsat medlem af Morinomiyas basketballhold for piger.

- Ryuuji Sasa (ササ大海 Sasa Ryuuji) - Den bedste spiller på drengenes basketballhold og en, som mange piger på skolen er forelsket i. Han er en cool og sorgløs dreng, der behandler sine beundrere lige og siger, at han ikke er interesseret i piger. Dette "fobi" viser sig senere at have sin egen historie. Som en naturlig sportsmand er han fuldstændig vild med at fiske. Første gang han møder pige-Noel, bliver Sasa omgående omtåget af hans selvsikkerhed, kalder ham skødesløst ved navn og beder ham endda tankeløst om at gøre ham til holdets manager - bare for at han kan holde mere øje med sin søster. Han bliver klar over, at Noel er meget anderledes end de sterotype piger på skolen og bliver snart forelsket i ham til stor sorg for Noel og morskab for Maria. Men da Noel afslører sin hemmelighed for ham, bliver han skuffet, men efter et øjebliks chok beslutter han sig for stadig at være venner med ham. For at hjælpe Noel med at dække over sin virkelige identitet, udgiver de to sig for at være et par. Hans venskab med Noel fører også til, at han begynder at kære sig om Maria, og han bliver endda forelsket i hende. Han bliver senere klar over, at han måske kun kunne lide Noel som en ven, men siden denne var forklædt som pige, forvekslede han venskab med kærlighed.

- Miyu Makimura (牧村ゆ Makimura Miyu) - Noels stille, seriøse og hemmelighedsfulde værelseskammerat. Miyu er lidt af en enspænder og bliver nogle gange meget længe ude om aftenen. Til at begynde med virke hun uvenlig overfor Noel, men de bliver gode venner, efter at han hjælper hende med et problem med insekter, hvilket egentlig var en spøg, Noel tankeløst lavede mod hende. Til trods for hvad folk tror om hende, så er Miyu faktisk en meget venlig og tiltalende pige. Der cirkulerer mange rygter om hende i skolen, så som at hun har et forhold til en meget ældre mand. Hun forholder sig tilsyneladende apatisk til det, men Noel bliver bekymret og går endda så langt som at udspionere hende sammen med en misfornøjet Sasa. Da tingene falder til ro, bliver Noel med Marias hjælp klar over, at han måske kan lide Miyu mere end bare end som ven og det bliver klart, at Miyu er pigen, der kan distrahere ham fra sin usunde tiltrækning af sin søster. Som følge af en tidligere oplevelse nærer Miyu dyb harme overfor løgnere, hvilket udgør et stort problem for den forklædte Noel og hans voksende følelser for hende. Det bliver senere afsløret, at hun er kusine til Sasa.

### Bipersoner
- Kazuaki Hirobe (ヒロさ和明 Hirobe Kazuaki) - Målet for Marias kærlighed og årsagen til, at hun pludselig skiftede skole. Han er træner for skolens basketballhold og beskrives som godt udseende, moden, venlig og medlidende. Noel bryder sig ikke om ham, fordi han tog hans elskede søster fra ham, og finder altid en måde at ødelægge Marias forsøg på at komme tættere på ham. Da Maria endelig får bekendt sin kærlighed, bliver hun skuffet over at opdage, at han allerede har en kæreste. Noel glæder sig over dette, men Maria går stadig målrettet efter Hirobes hjerte, med det resultat at planerne om at bringe Maria hjem igen går op i røg. Hirobe er tidligere elev på skolen og er nu andetårselev på Keiou Universitet.

- Yoshiaki Hirobe (ヒロさ義明 Hirobe Yoshiaki) - Kazuaki Hirobes yngre bror der er anfører på den rivaliserende skole Hinos basketballhold, og som er et år ældre end Noel og de andre. Da han møder Maria for første gang, inviterer han hende straks ud, med ekstremt raseri og jalousi fra Noels side til følge. Maria er ikke imponeret til at begynde med, men efter have hørt fra den ældre Hirobe at Yoskiaki har kunnet lide hende, siden han så hendes billeder, beslutter hun sig alligevel for at komme sammen med ham. Yoshiaki har det udseende og personlighed, som alle piger drømmer om, og Maria er meget glad for at have en kæreste som ham. På den anden side synes Noels had mod ham at gro, hver gang han ser ham være kærlig med hans søster. Men efter at han opdager, hvor meget Maria kan lide Yoshiaki, træder han modstræbende tilbage, men kun efter at han får Yoshiaki til at love aldrig at såre Maria. Alt kunne være vel nu, men da Yoskiaki er en indtagende ung mand, dukker der ikke uventet en rival op, der prøver at ødelægge hans tilsyneladende perfekte forhold med Maria.

- Akira Nakayama (中山彰 Nakayama Akira) - En gymnasieelev der er to år ældre end Noel og de andre. Hendes udseende er bemærkelsesværdigt, men hendes personlighed er dødelig og kalkulerende, og hun optræder som en trussel mod Maria. Hun er en, der ved præcist, hvad hun vil have, og hun vil gå langt for at få det uden hensyn til hvem, hun sårer eller træder på undervejs. Da hun dukker op, har hun øjnene vendt mod Yoskiaki. Maria har ikke i sinde at stå tilbage for hende, men hendes beslutning om det kæntrer, da hun opdager, at Akira har en historie med Yoshiaki. De er barndomsvenner, og Yoshiaki elskede faktisk Akira. Som følge at det er Akira i stand til at vinde tilbage, hvad der "retmæssigt" er hendes, og Maria er ladt tilbage med sin første store hjertesorg. Akira er også interesseret i Sasa, selvom han åbenlyst ikke bryder sig om hende for at drille Noels tvilling.

- Kanako Asou (麻生可奈子 Aso Kanako) - En munter pige der altid er på udkig efter de mest cool drenge på skole. Hun er oprindelig Marias værelseskammerat men bliver Miyus i stedet, efter at denne opdager Noels virkelige identitet. En opdagelse der fører til, at Miyu bliver vred og beder Maria om at bytte rum, hvilket Maria tavt går med til, vel vidende hvad der formentlig skete. Som enhver anden elev der ikke er kendt med Miyu, er Kanako til at begynde med varsom overfor hende, men de bliver snart venner, efter at Kanako opdager, at Miyu faktisk er en venlig pige. Kanako er sympatisk og nem at tale med, og det er tydeligt, at hun og Maria er meget gode venner, hvilket ses af, at hun altid er sammen med Maria, når hun er ked af noget, lytter til hendes problemer og giver hende råd. Kanako synes at være forelsket i Sasa og senere i Tooru, som dog i virkeligheden er Noel, der udgiver sig for at være tvillingernes fætter. Hun er også medlem af pigernes basketballhold.

- Daisuke Sakurai (桜井大輔 Sakurai Daisuke) - En elev fra Noel og Maris gamle skole, Higashiyama Mellemskole. Da han opdager, at Noel har fået en ny bedste ven i form af Sasa, bliver han ret så jaloux og starter omgående en form for rivalisering med ham. Ikke desto mindre er Daisuke en god fyr. Han er forelsket i Maris og er ulykkelig, da han opdager, at hun allerede er kæreste med Yoshiaki. Men efter at de bryder, får han sin chance og bliver Marias anden kæreste. Deres forhold er dog ikke særlig romantisk trods Daisuke totale hengivelse. Maria gengælder ikke hans følelser i samme grad og negligerer utilsigtet sin rolle som hans kæreste, som for eksempel ved at fejre hans fødselsdag med ham. I sidste ende bryder han med hende, da han ikke ser nogen chance for nogensinde at få Maria til at ekske ham på den måde han ønsker. Daisuke er også en god basketballspiller.

- Karin Tachihara (立原カリン Tachihara Karin) - Også en elev på Noel og Marias gamle skole. Hun er ret så stædig og viljestærk, er forelsket i Noel og vil gøre alt for at vinde ham. Hun bliver trist, da hun finder ud af, at Noel allerede har en pige, han kan lide på sin nye skole, men bliver så sur, da han fortæller hende, at pigen ikke gengælder hans følelser på samme måde. Trods sin tendens til at handle impulsivt er Karin faktisk meget skarp, og det tager ikke lang tid for hende at blive klar over, at Noel skjuler noget for hende. Da Noel ikke har andet valg, fortæller han hende sandheden, og hun truer med at afsløre hans hemmelighed, med mindre han går ud med hende. Selvfølgelig mener hun det ikke rigtigt. Efter at have ladet Noel forklæde sig som pige foran hende, som en form for straf for at afvise hende, lader hun ham endelig gå og ønsker ham al muligt held om end på en drillende måde.

- Chris Jirou (次郎栗栖 Jiro Kurisu) - Den ledende sanger i Morinomiyas berømte band "Embrasse Moi". Han er flamboyant, udtryksfuld og narcissistisk og nyder den konstante opmærksomhed fra hans fans, hvilket ofte gør ham overmåde selvsikker. Han er vant til, at piger tilbeder og forfølger ham, men han har en usædvanlig forkærlighed for piger, der optræder ondt og uinteresseret i forhold til ham. Da han møder den som pige forklædte Noel, bliver han straks forgabt i denne. Han er meget ihærdig i forhold til sin "Honey" og går langt bare for at få Noel til at falde for ham. Noel ignorerer selvfølgelig altid hans tilnærmelser, hvilket blot øger Chris's svaghed for ham. Han bryder sig ikke om Sasa for at være Noels "kæreste", og senere gror dette had til utrolige højder, da Sasa stjæler titlen som den meste populære elev fra ham. Efter at være blevet afslået ultimativt af Noel, bliver Chris forelsket i Miyu til Noels skræk. Senere opdager han Noels hemmelighed, og med hjælp fra den intetanende Kanako forsøger han at narre Noel ind i alle mulige ting, der vil afsløre hans sande identitet, men planerne ender med at gå udover Chris selv. Til slut falder han for Kanako, efter at hun udtrykker sin utilfredshed med ham for at forsøge at ødelægge Noel og for at være en stort fjols.

- Ririko Iwasaki (岩崎リリコ Iwasaki Ririko) - En venlig og udadvendt pige der straks kan lide Sasa, da hun møder ham og Noel i Harakuju. Da hendes kreds af venner mest består af drenge, er hun blevet meget direkte og åben omkring hendes følelser. Hun spørger Sasa om at være hendes hendes kæreste cirka en time time efter, de første gang møder hinanden, og selvom Sasa virker lidt bange for det, så beslutter han sig alligevel for at overveje det. Ririko er en stor sports- og fiskedød, så Noel ser hende som den ideelle pige for Sasa, og det kommer da heller ikke som nogen overraskelse for ham, da Sasa tager imod Ririkos tilbud. Deres forhold er dog kortlivet. Sasa erkender ydmygt, at selvom hun har de kvaliteter, han søger hos en pige, så vil han aldrig kunne få sig selv til at komme sammen med hende, da hans hjerte allerede tilhører en anden. Ririko er unægtelig chokeret men beslutter at tage det sportsligt og forblive hans ven trods dette.

## Manga
| Bind | Udgivet            | ISBN               |
| ---- | ------------------ | ------------------ |
| 1    | 19. januar 1998    | ISBN 4-08-856058-2 |
|      |                    |                    |
| 2    | 19. september 1998 | ISBN 4-08-856099-X |
|      |                    |                    |
| 3    | 20. februar 1999   | ISBN 4-08-856125-2 |
|      |                    |                    |
| 4    | 20. juli 1999      | ISBN 4-08-856152-X |
|      |                    |                    |
| 5    | 12. december 1999  | ISBN 4-08-856179-1 |
|      |                    |                    |
| 6    | 19. april 2000     | ISBN 4-08-856199-6 |
|      |                    |                    |

### Genudgivelse
| Bind | Udgivet            | ISBN               |
| ---- | ------------------ | ------------------ |
| 1    | 15. september 2006 | ISBN 4-08-618515-6 |
|      |                    |                    |
| 2    | 15. september 2006 | ISBN 4-08-618516-4 |
|      |                    |                    |
| 3    | 17. november 2006  | ISBN 4-08-618517-2 |
|      |                    |                    |
| 4    | 17. november 2006  | ISBN 4-08-618518-0 |
|      |                    |                    |

## Anmeldelse
14 år efter seriens premiere blev den udgivet på tysk som Peppermint Twins af forlaget Tokyopop. I den anledning anmeldte Sabine Scholz fra magasinet AnimaniA den og skrev bl.a. følgende:
"Serien er således en af kunstnerens ældre værker, og i forhold til den aktuelle, for en ældre målgruppe bestemte Chitose etc., virker tegnestilen endnu ikke så modnet. Kunstnerens håndskrift kan imidlertid allerede tydeligt genkendes gennem de små næser, de strålende øjne og figurernes pudsige afvekslingsrige mimik. Kun baggrundene er endnu ikke så detaljerede, og mangakaen bruger endnu ikke rasterfolien så rutineret. Det gør dog ikke noget ved shoujo-morskaben, for Wataru Yoshimizu er nemlig ikke en absolut stjerne indenfor genren alene på grund af sin tegnekunst. Hendes egentlige talent er at fortælle morsomme historier om temaerne kærlighed og venskab. Og i den henseende byder Peppermint Twins som forventet på en fuld bredside af hjertebanken og følelser."